# Waldhof (Bernsdorf)
Waldhof ist ein Wohnplatz der Stadt Bernsdorf im Nordwesten des Landkreises Bautzen im Freistaat Sachsen.

## Geographie

### Lage
Waldhof liegt unmittelbar südwestlich von Bernsdorf an der Bundesstraße 97. Östlich befindet sich an der Bahnstrecke Lübbenau–Kamenz der Bahnhof Straßgräbchen-Bernsdorf (Oberlausitz). Die Siedlung ist Teil des weitgehend ebenen und waldreichen Königsbrücker Heidelandes, nördlich befindet sich mit dem Wiednitzer Berg (151 m) eine unbedeutende Erhebung. Südlich erstrecken sich die Wutschkenwiesen bis an den Saleskbach und die beiden Großen Teiche.

### Nachbarorte
| Sella                    | Neu Wiednitz                                | Bernsdorf     |
| Forstmühle, Grüngräbchen | Kompassrose, die auf Nachbargemeinden zeigt | Grünberg      |
| Bulleritz, Großgrabe     |                                             | Straßgräbchen |

## Geschichte

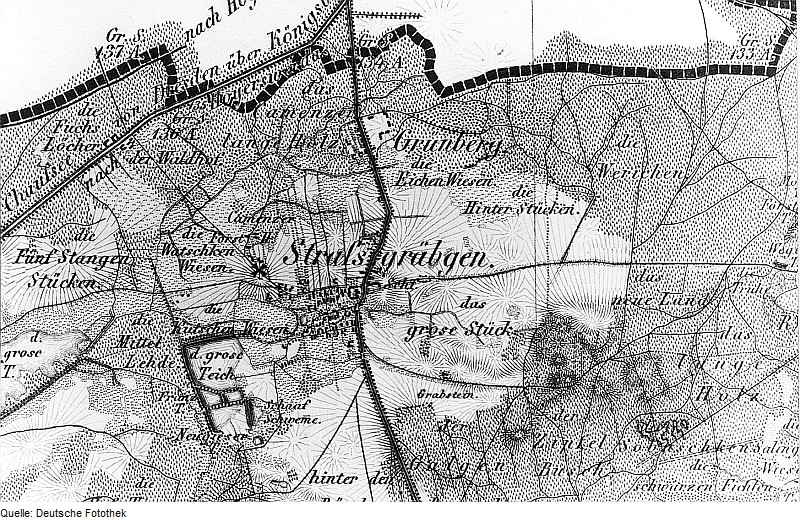
Straßgräbchen und Umgebung, Oberreitscher Atlas, 1844–46

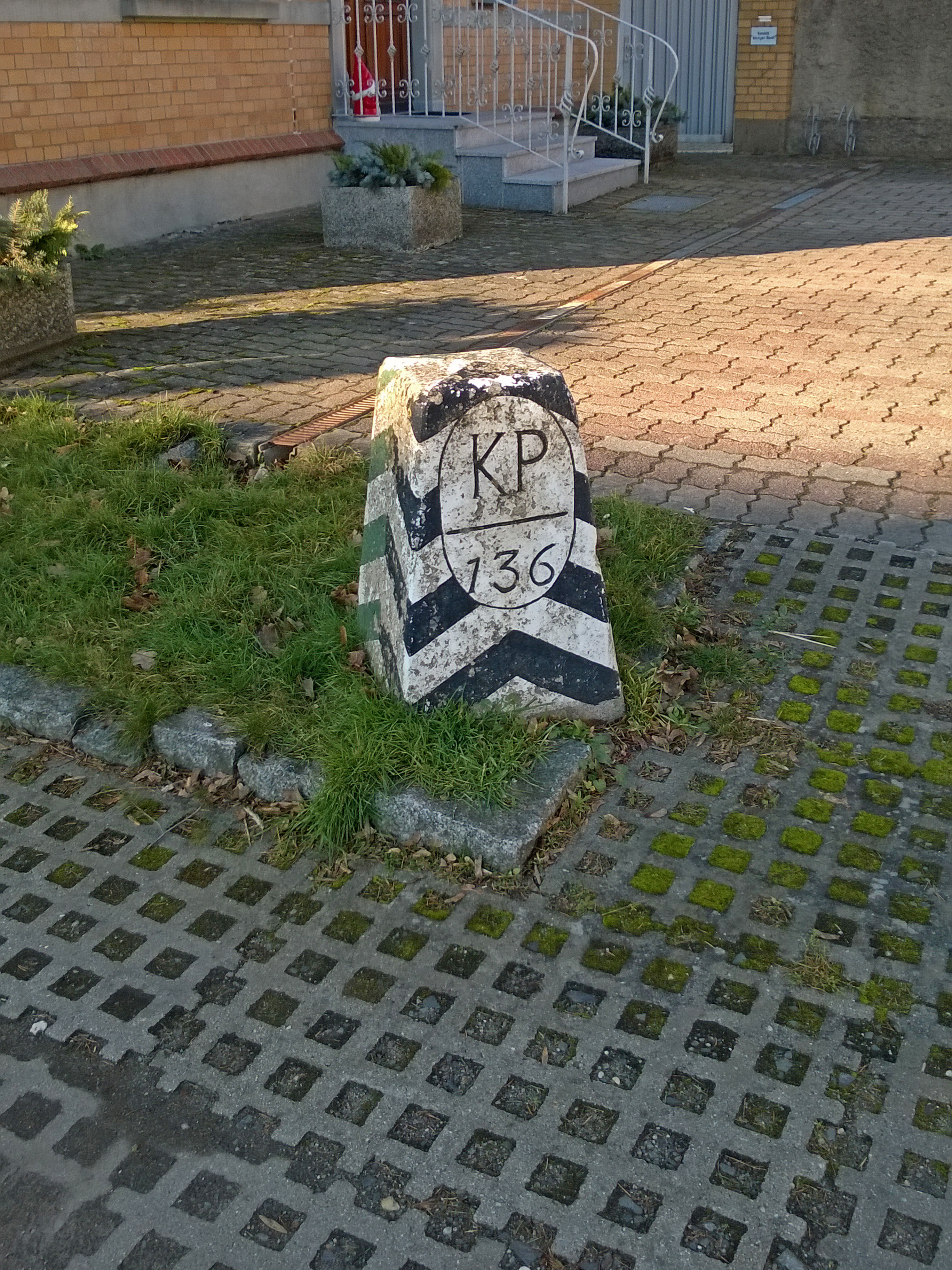
Sächsisch-preußischer Grenzstein Nr. 136

Infolge des Wiener Kongresses wurde 1815 zwischen Großgrabe, Straßgräbchen und Bernsdorf die sächsisch-preußische Grenzlinie gezogen; Bernsdorf wurde damit preußisch. Der Besitzer des Rittergutes Großgrabe, Friedrich Leopold zu Stolberg-Stolberg, ließ 1816 bei den Fuchslöchern vor der Grenze an der durch das Langenholz von Dresden über Königsbrück nach Hoyerswerda führenden Poststraße das Gasthaus "Waldhof" anlegen. Um das Gasthaus entstand entlang der Poststraße bald eine Häuslerzeile, die nach Nordosten, wo die Straße die Grenze bildete, auf Straßgräbchener Rittergutsflur fortsetzte und "Anbau zum Waldhof" genannt wurde. 1840 wurde auf dem Waldhof eine Poststation errichtet. Beide Anteile von Waldhof gehörten ab 1843 zum Landgerichtsbezirk Bautzen.
Mit der Neuordnung der sächsischen Verwaltungsstrukturen wurde Waldhof 1856 dem Gerichtsamt Königsbrück und 1875 der Amtshauptmannschaft Kamenz zugeordnet. 1874 wurde die von der Berlin-Görlitzer Eisenbahn-Gesellschaft errichtete Bahnstrecke Lübbenau–Kamenz vollendet, die Trasse verlief zwischen Waldhof und Bernsdorf; auf der Gemarkung von Straßgräbchen entstand der Bahnhof Bernsdorf. Die AG für Glasfabrikation, vormals Gebrüder Hoffmann gründete 1891 mit der "Wanne I" die vierte Bernsdorfer Glasfabrik; sie entstand unmittelbar nordöstlich von Waldhof gegenüber dem Zollhaus im preußischen Teil des Langen Holzes zwischen dem Wiednitzer Berg und der Eisenbahn. Zum Ende des 19. Jahrhunderts wurde nördlich von Waldhof auf dem Wiednitzer Berg, wo die Straße von Ortrand nach Bernsdorf die Landesgrenze bildete, auf preußischer Seite im südlichen Teil der Gemarkung Wiednitz die Siedlung Neu-Wiednitz angelegt. Zu Beginn des 20. Jahrhunderts entstanden in Waldhof mehrere Villen. Gepfarrt waren beide Teile von Waldhof nach Großgrabe. Großgrabe-Waldhof wurde zu Beginn der 1930er Jahre als eigene Gemeinde von Großgrabe abgetrennt; 1935 erfolgte der Zusammenschluss der Gemeinden Großgrabe-Waldhof und Straßgräbchen. Im Jahre 1950 wurde Waldhof nach Bernsdorf im Landkreis Hoyerswerda
umgemeindet, damit verbunden war auch die Umgliederung von Sachsen nach Brandenburg. Seit der Verwaltungsreform in der DDR im Jahre 1952 gehörte Waldhof zum Kreis Hoyerswerda und Bezirk Cottbus, von 1996 bis 2008 zum Landkreis Kamenz und seitdem zum Landkreis Bautzen.

## Denkmale
- Villa Dresdener Str. 122 mit Gartenhaus sowie Garten, um 1910 errichtet
- Villa Dresdener Straße 98, um 1915 errichtet
- Wohnhaus Dresdener Straße 92, 1899 errichtet
- Preußisch-Sächsischer Grenzstein Pilar Nr. 136, Ecke Dresdener Straße / Fabrikstraße
- Wegestein und Grenzstein beim Haus Dresdener Straße 92